# 愛知県道177号大県神社線
愛知県道177号大県神社線（あいちけんどう177ごう おおあがたじんじゃせん）は、愛知県犬山市南部を走る県道である。

## 概要

### 路線データ
- 起点：愛知県犬山市向山
- 終点：愛知県犬山市若宮（若宮交差点）

## 沿革
- 1959年12月15日：認定

## 地理

### 通過する自治体
- 愛知県
  - 犬山市

### 接続する道路
- 愛知県道195号荒井大草線（犬山市山ノ鼻地内）
- 愛知県道27号春日井各務原線（木曽街道）
- 愛知県道102号名古屋犬山線（木曽街道）
- 愛知県道176号若宮江南線（若宮交差点）

### 沿線
- 大縣神社
- 小西山真長寺：真言宗醍醐派の寺院。
- 名鉄小牧線 楽田駅

なお、若宮交差点に面して犬山市楽田出張所と消防団第5分団車庫があったが、2023年（令和5年）7月31日に約400メートル南の愛知県道27号沿いにある楽田ふれあいセンター内に移転した。